# Chattering
Il chattering o chatter è un fenomeno presente in ambito motociclistico; consiste nella vibrazione di una o entrambe le ruote (tra 17 e 22 Hz), con accelerazioni delle stesse che possono raggiungere i 5-10 g, che porta a una perdita di tenuta e confidenza con il mezzo.

## Descrizione
Il chattering si presenta principalmente o più facilmente a moto piegata oppure in situazioni dove è previsto il massimo trasferimento di carico (frenata), dove in queste condizioni le sospensioni lavorano in modo più grave e non sempre riescono ad assorbire le asperità dell'asfalto.

In queste situazioni lo pneumatico che ha una frequenza propria per via della sua struttura e composizione, è costretto ad assorbire le asperità dell'asfalto al posto della sospensione, se non riesce ad ammortizzare queste forze per via della sua frequenza di funzionamento, porta alla trasmissione di questa forza e frequenza alle sospensioni, che non riescono sempre ad assorbirla, portandole anche in risonanza con la telaistica del mezzo e gli pneumatici; Il fenomeno comporta un aumento dell'intensità di vibrazione a cui viene sottoposta la moto, che vengono avvertite dal pilota e conseguentemente si ha un trasferimento di energia alle ruote, che incominciano a saltare (contatto instabile con l'asfalto).

## Soluzioni
Per cercare di ridurre tale fenomeno si può:
- Cercando di far lavorare diversamente gli pneumatici
  - Favorire il ritorno della sospensione, in modo che la sospensione che subisce la vibrazione, ritorni più velocemente in posizione e sia caricata in modo ottimale permettendo l'assorbimento delle sollecitazioni al posto dello pneumatico.
  - Disporre i pesi in modo da permettere un miglior lavoro dello pneumatico e delle sospensioni, spostando i componenti del mezzo o abbassando l'avantreno.
- Utilizzare pneumatici con una carcassa di durezza differente.
- Modificare la rigidità del sistema di trasmissione, cioè del parastrappi, del forcellone, del telaio, del cerchione e dello pneumatico, soprattutto per assorbire le vibrazioni a moto piegata e a tal riguardo dal 2010 nel motomondiale è possibile notare deformazioni laterali di alcune strutture come il forcellone o telaio, in quanto assorbivano le asperità che altrimenti avrebbero potuto scatenare questo fenomeno[6].
A tal riguardo sono anche emerse soluzioni alternative, come l'utilizzo del mass-damper integrato nel perno ruota.[6]
- Modificare la stabilità della trasmissione (modificando il tiro della catena), ridisponendo il motore con il perno finale del cambio e quindi il pignone più vicino possibile al forcellone, in asse con il perno ruota: un esempio di questo tipo si ha con la Honda NR 500, dove il pignone era sullo stesso asse del fulcro forcellone.